# Patricia Neal
Patricia Neal, född 20 januari 1926 i Packard i Whitley County, Kentucky, död 8 augusti 2010 i Edgartown, Massachusetts, var en amerikansk skådespelare.

## Biografi
Patricia Neal studerade drama vid Northwestern University och arbetade sedan under en kort tid som modell. Neal gjorde Broadwaydebut i The Voice of the Turtle 1946 och filmdebut 1949 i John Loves Mary. Hon uppmärksammades samma år för sin roll i Pionjären, där hon spelade mot Gary Cooper. Hon och Cooper inledde en relation; när förhållandet tog slut drabbades Neal av ett nervöst sammanbrott.
År 1953 gifte hon sig med den brittiske författaren Roald Dahl och drog sig tillbaka från filmen under några år. 1957 började hon filma igen och 1963 erhöll hon en Oscar för sin roll i filmen Vildast av dem alla. Två år senare drabbades hon av en rad hjärnblödningar, som skadade nervsystemet; delvis förlamad blev hon rullstolsburen och hon hade även stora talsvårigheter. Hon kunde dock rehabiliteras och 1968 spelade hon in filmen The Subject Was Roses, och nominerades för en Oscar. Samma år belönades hon av president Lyndon Johnson med utmärkelsen "Heart of the Year". 
I äktenskapet med Dahl fick hon fem barn; en son blev påkörd av en bil som barn och fick genomgå åtta hjärnoperationer och en dotter dog sju år gammal i mässlingen. Äktenskapet med Dahl slutade i skilsmässa 1983. Hon avled 84 år gammal i lungcancer 2010.

## Filmografi i urval
- 1949 – John Loves Mary
- 1949 – Pionjären
- 1950 – Illdåd ombord
- 1951 – Operation i Stilla Havet
- 1952 – Uppdrag i Trieste
- 1957 – Ett ansikte i mängden
- 1961 – Frukost på Tiffany's
- 1963 – Vildast av dem alla
- 1968 – The Subject Was Roses
- 1973 – Baxter!
- 1981 – Gengångare
- 2000 – For the Love of May